# Limitanei

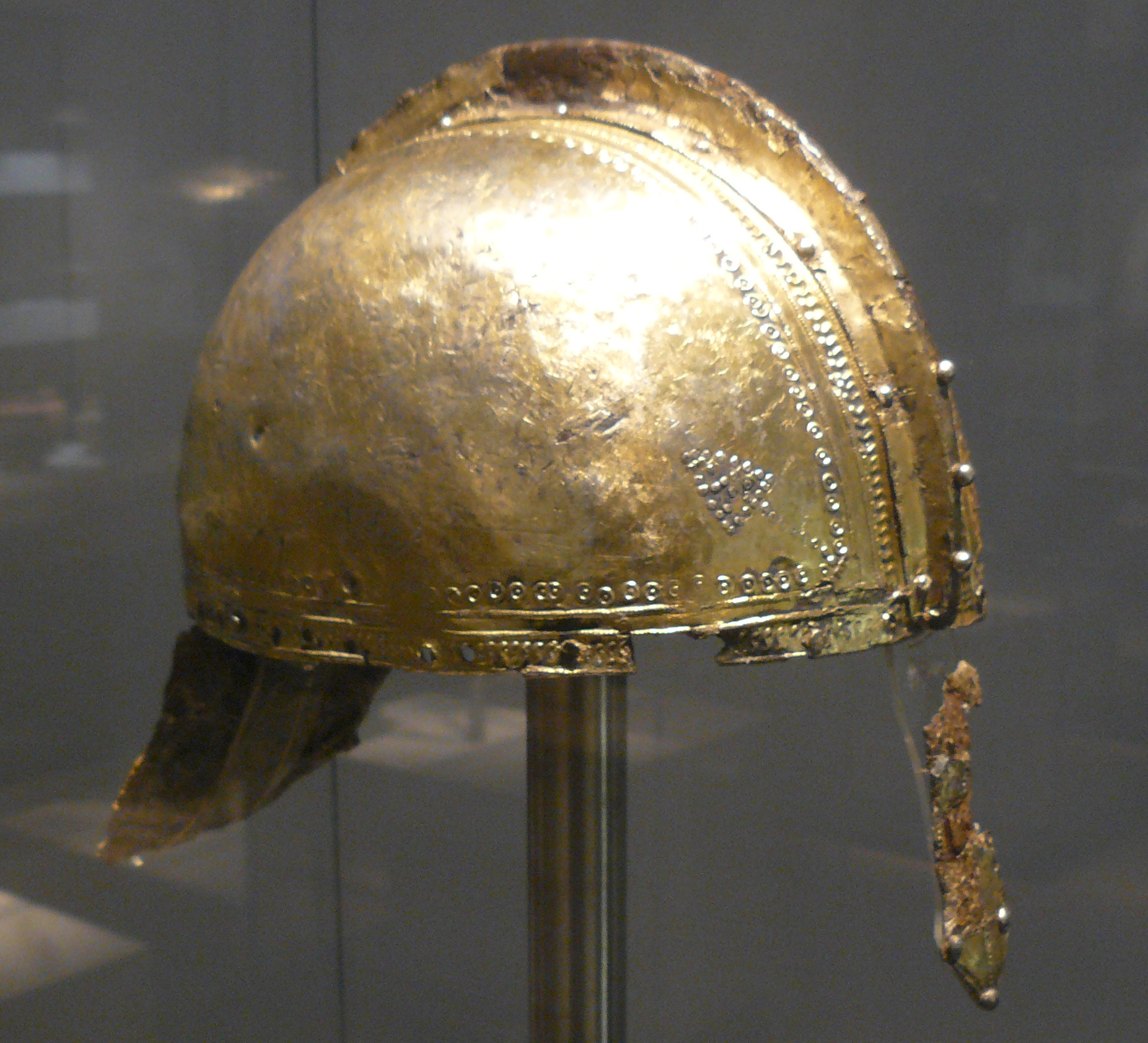
Casco romano del siglo cuarto encontrado en el río Wertach

Los limitanei fueron unidades militares del ejército romano durante el Bajo Imperio. Su función principal era la protección de las fronteras, aunque en muchos casos su labor era de mera contención de las tropas bárbaras, hasta la llegada de tropas mejor equipadas, como los comitatenses. Por esa localización fronteriza, que en muchas ocasiones coincidía con los cursos de los ríos, también fueron denominados ribereños (ripenses).

## Creación de la unidad militar
Los limitanei componían uno de los dos grandes conjuntos de tropas constituidos en tiempos del emperador romano Diocleciano, tras sus reformas administrativas, económicas y militares. No obstante, parece ser que fue Constantino I el que desarrolló su constitución.
En 363 se documenta la primera referencia escrita. Su calidad de vida era habitualmente más precaria que la de otras tropas por su ubicación en zonas fronterizas, con escasos servicios y el continuo hostigamiento de los pueblos germanos y otros bárbaros. En momentos de menor actividad o ataques extranjeros, cumplían labores de vigilancia de las vías y control policial, reduciéndose su presencia en las provincias menos conflictivas o sin fronteras con bárbaros (como las hispanas o la Tingitana). Sus vínculos con la población local y sus tratos en negocios y vida social les hacía perder frecuentemente su carácter militar y su coraje para la lucha.
Tras la caída de la parte occidental de Imperio Romano, los limitanei siguieron ejerciendo su función en el Imperio bizantino.